# Psy i koty
Psy i koty (ang. Cats & Dogs, 2001) – amerykańska komedia familijna.

## Fabuła
Już w starożytnym Egipcie koty były czczone przez ludzi. Jednak opanowała je chciwość i zrobiły sobie z ludzi niewolników. Na szczęście ukazał się bohater, który żyje do dziś. Który stawia czoła niebezpiecznym kotom, by nam - ludziom ocalić życie. Jest to pies.
Psia agencja dzielnie stawia opór kotom. Jednak jeden z agentów zginął na misji i teraz ktoś musi go zastąpić. Pewnego dnia agent Butch (owczarek anatolijski) spotyka szczeniaka, który ma zamiar zjeść przysmak, który spadł z nieba. Ocala go, gdyż w kości jest ładunek wybuchowy. Okazuje się, że szczeniak ma na imię Lou (beagle) i jest strasznie ciekawski. Dowiaduje się więc od Butcha o tajnej psiej agencji. Owczarek przedstawia go Samowi (bobtail) i Peeku (chiński grzywacz). Pewien kot poszedł na przeszpiegi i tak właściciele Lou (Jeff Goldblum i Elizabeth Perkins) adoptują go. Jadą także na mecz futbolowy, ale zostają uprowadzeni przez koty pod dowództwem pana Tinklesa (pers). Ten wchodzi w układy - albo oddadzą szczepionki przeciw alergii na psy, którą wymyślił właściciel Lou będący naukowcem Brody, albo po nim i pani Brody. Wszyscy wolą to drugie, z wyjątkiem Lou. Ten biegnie uratować państwo Brody, ale w rezultacie zostaje z nimi uwięziony. Na pomoc przychodzi mu Butch i wyciąga go z płonącego już pomieszczenia. Razem toczą walkę z kotami, uwalniają państwo Brody, a koty przegrywają tę rozgrywkę.

## Obsada

### Aktorzy
- Jeff Goldblum – Profesor Brody
- Elizabeth Perkins – Pani Brody
- Alexander Pollock – Scott Brody
- Miriam Margolyes - Sophie

### Głosy
- Tobey Maguire – Lou
- Alec Baldwin - Butch
- Susan Sarandon - Ivy
- Michael Clarke Duncan - Sam
- Joe Pantoliano - Peek

## Wersja polska
Opracowanie i udźwiękowienie wersji polskiej: Studio Sonica

Reżyseria: Krzysztof Kołbasiuk

Dialogi: Barbara Robaczewska

Dźwięk i montaż: Agnieszka Stankowska

Organizacja produkcji: Agnieszka Sokół

Wystąpili:
- Piotr Machalica – Butch
- Wojciech Paszkowski – Pan Tinkles
- Jacek Braciak – Lou
- Paweł Wilczak – Peek
- Marek Obertyn – Sam
- Grażyna Barszczewska – Ivy
- Mateusz Maksiak – Scott
- Maria Pakulnis – Pani Brody
- Andrzej Ferenc – Profesor Brody
- Janusz Zadura – Pers
- Zofia Merle – Sophie

oraz:
- Katarzyna Bargiełowska
- Iza Dąbrowska
- Anna Apostolakis
- Marek Frąckowiak
- Jarosław Domin
- Mariusz Leszczyński
- Dariusz Odija
- Aleksandra Rojewska
- Jolanta Żółkowska
- Marcin Rudziński
- Jan Mayzel
- Wojciech Machnicki
- Józef Mika

i inni